# 후안 마누엘 데 로사스
후안 마누엘 데 로사스(Juan Manuel de Rosas)는 1829년부터 1852년까지 아르헨티나 연방을 통치한 독재자이다. 카세로스 전투에서 후스토 호세 데 우르키사에게 패배, 사임했다.